# Löwendorf (Trebbin)

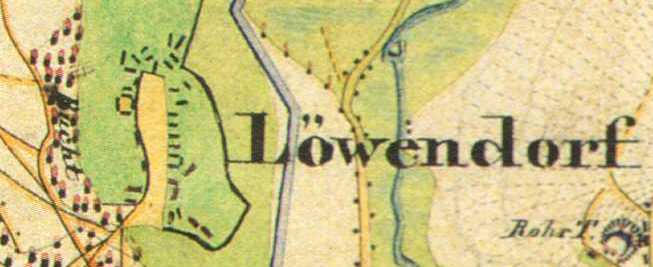
Löwendorf auf dem Urmesstischblatt (Blatt Trebbin 3745) von 1840

Löwendorf ist ein Ortsteil der Stadt Trebbin im Landkreis Teltow-Fläming (Brandenburg). Löwendorf wurde 1976 in die Stadt Trebbin eingemeindet. Es hatte 1971 526 Einwohner.

## Geographische Lage
Der alte Ortskern von Löwendorf, die Dorfaue, liegt nur rund 1,2 km Luftlinie nordwestlich der Kernstadt Trebbin. Die Gemarkung Löwendorf grenzt im Westen an Schönhagen, im Norden an Glau (beide Orte sind Ortsteile von Trebbin), im Osten an die Kernstadt Trebbin, im Südosten über eine sehr kurze Distanz an Kliestow (Ortsteil von Trebbin) und im Süden an Ahrensdorf. Die Gemarkung ist 655 ha groß. Der Löwendorfer Berg ist mit 103 m die höchste der Erhebung des Stadtgebietes von Trebbin.

## Geschichte

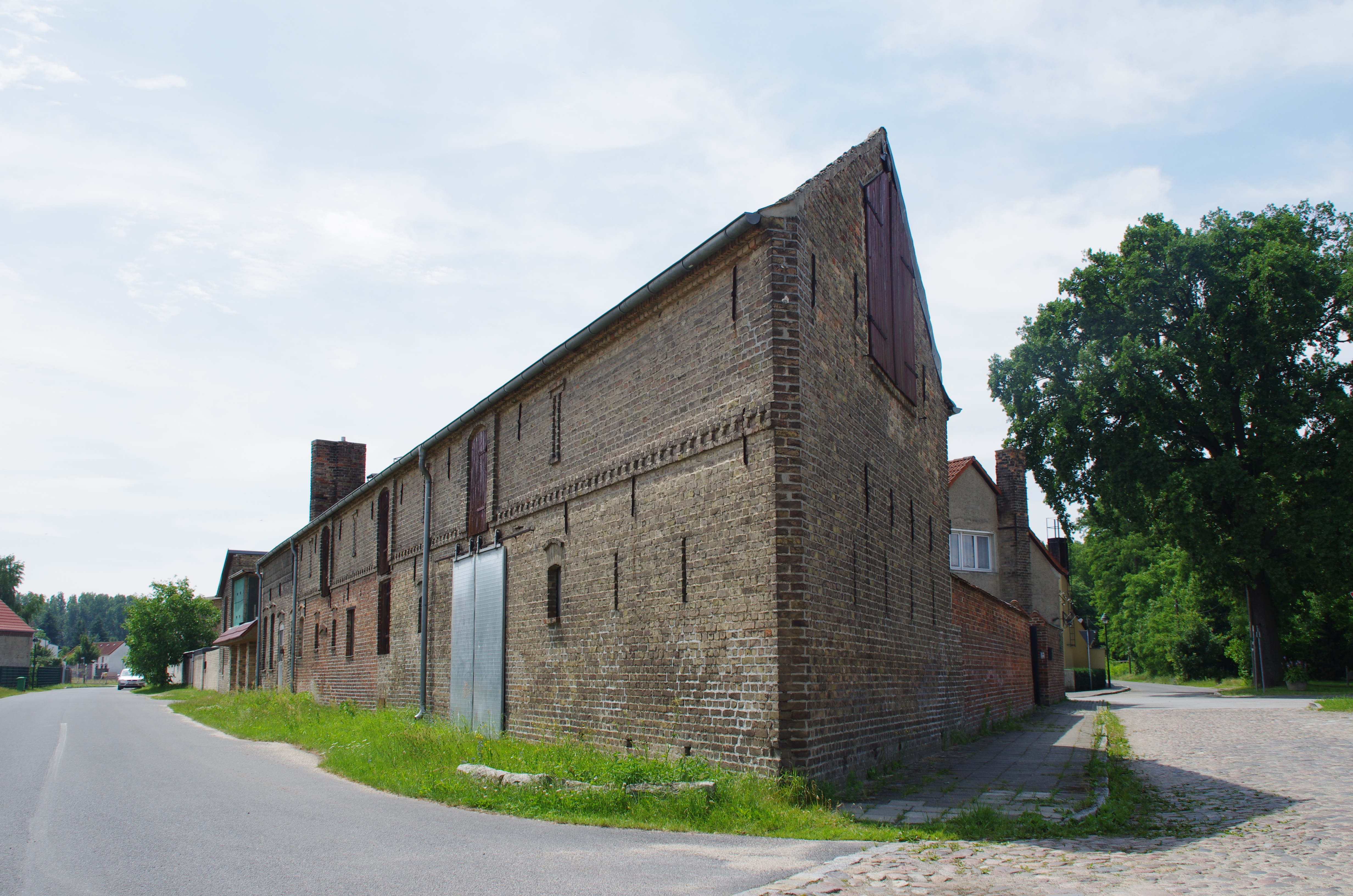
Die Schmiede an der Dorfstraße gegenüber dem Denkmal

Der Ort wurde 1368 erstmals urkundlich erwähnt (als Leuwendorf). Es gehörte damals zum Erzstift Magdeburg (Oberlehensherr) und war weiterverliehen an die Herrschaft Blankensee. Die Markung war in 15 Hufen eingeteilt (diese Angabe stammt aber erst aus dem Jahr 1749). Nach seiner Siedlungsform war es ein Runddorf und damit eine Plansiedlung. Für 1584 sind elf Hauswirte nachgewiesen. Der Dreißigjährige Krieg traf das Dorf sehr hart, denn 1686 waren immer noch drei Bauerngüter und drei Kossätengüter nicht besetzt. Ein Bauerngut wurde von einem Meier bewirtschaftet. 1749 lebten acht Vollspänner, drei Kossäten und fünf Häusler im Dorf. 1791 ist auch eine Mühle genannt, insgesamt sind es 14 Feuerstellen (Haushaltungen). 1835 wurden 15 Wohnhäuser gezählt, 1858 sind es dann bereits 19 Wohnhäuser, 43 Wirtschaftsgebäude und ein öffentliches Gebäude sowie ein Abbau. 1840 wohnten zwei Schneider im Dorf. 1900 wurden 59 Häuser registriert, 1931 85 Wohnhäuser mit 127 Haushaltungen.
Nach dem Zweiten Weltkrieg wurde 117 Hektar enteignet und aufgeteilt. 1952 bildete sich die erste LPG Typ I mit 12 Mitgliedern und 31 Hektar Nutzfläche. 1961 wurde die LPG in eine LPG vom Typ III umgewandelt; sie hatte zu diesem Zeitpunkt bereits 80 Mitglieder und bewirtschaftete 505 Hektar landwirtschaftliche Nutzfläche. Eine zweite LPG vom Typ I mit 8 Mitgliedern und 41 Hektar Nutzfläche schloss sich nach 1962 an die LPG Typ III an. 1978 vereinigte sich die LPG Typ III mit der LPG (T) in Trebbin. 1983 hatte die LPG (T) Trebbin ihren Sitz in Löwendorf. Betriebsteile waren in Blankensee und Schönhagen. Die LPG (P) Trebbin hatte eine Werkstatt in Löwendorf. Das VE Meliorationskombinat Potsdam hatte eine Betriebsteil in Löwendorf. Die VdgB hatte im Dorf eine Außenstelle.  Auch der VEB Wasserversorgung und Abwasserbehandlung Potsdam, Arbeitsbereich Trebbin hatte seinen Sitz in Löwendorf.
| Jahr | Einwohner                    |
| ---- | ---------------------------- |
| 1584 | ca. 50 bis 60 (11 Hauswirte) |
| 1791 | 77                           |
| 1801 | 95                           |
| 1817 | 94                           |
| 1837 | 122                          |
| 1858 | 149                          |
| 1871 | 238                          |
| 1885 | 307                          |
| 1895 | 392                          |
| 1905 | 439                          |
| 1925 | 461                          |
| 1939 | 567                          |
| 1946 | 764                          |
| 1964 | 535                          |
| 1971 | 526                          |

### Politische Geschichte
Löwendorf war eingekircht in Trebbin und bezahlte dem dortigen Pfarrer Abgaben. Aufgrund dessen dürfte Löwendorf ursprünglich zum Burgward Trebbin gehört haben. Diese vermutlich eigenständige kleine Herrschaft kam jedoch vermutlich noch im 13. Jahrhundert unter die Oberlehensherrschaft des Erzstifts Magdeburg. Zum Zeitpunkt seiner ersten urkundlichen Nennung gehörte Löwendorf zur Herrschaft Blankensee als Lehen des Erzbischofs von Magdeburg, von 1566 bis 1680 des Administrator von Magdeburg. Ab 1680 bis 1701 war der Kurfürst von Brandenburg Oberlehensherr, von 1701 bis 1815 der König in bzw. von Preußen (bis 1773 allerdings in seiner Funktion als Herzog von Magdeburg). Die Herrschaft Blankensee gehörte schon vor 1307 bis nach 1317 den v. Trebbin. Von 1317 bis 1333 war sie im Besitz der Grafen von Lindow-Ruppin. Danach erscheinen die v. Heinrichsdorf als Herren von Blankensee (vor 1381 bis vor 1388). Um 1388 muss die kleine Herrschaft dann an die Familie v. Thümen gefallen sein. 1643 wurde der Besitz geteilt (ein Viertel hatten die von Schlabrendorf, 3 Viertel die von Thümen). 1740 wurden die beiden Besitzteile wieder vereint und gehörten bis 1872 wiederum den v. Thümen (mit Ober- und Untergericht, Patronat). Allerdings gehörte Löwendorf immer zu Brandenburg und war brandenburgisches Lehen, während Blankensee bis 1815 kursächsisches Lehen und eine sächsische Exklave in Preußen war.
1816 kam Löwendorf zum Kreis Jüterbog-Luckenwalde und war von 1946 bis 1952 für kurze Zeit dem Kreis Teltow zugeordnet. Mit der Kreisreform von 1952 kam Löwendorf zum Kreis Luckenwalde. Am 1. Mai 1976 wurde Löwendorf in die Stadt Trebbin eingemeindet und war seitdem Ortsteil von Trebbin. Die Stadt Trebbin bildete 1992 zusammen mit zwölf umliegenden Gemeinden das brandenburgische Amt Trebbin. Seit der Kreisreform von 1993 ist Löwendorf zusammen mit Trebbin beim Landkreis Teltow-Fläming. 2003 wurde das Amt Trebbin aufgelöst, die zwölf amtsangehörigen Gemeinden wurden Ortsteile von Trebbin. Löwendorf wäre nun eigentlich ein Gemeindeteil von Trebbin geworden, ohne Ortsbeirat und Ortsbürgermeister. Die Gemeinde erstritt sich 2005 vor dem Verwaltungsgericht Potsdam den Status eines Ortsteils der Stadt Trebbin.

### Kirchliche Verhältnisse
Der Ort hatte nie eine Kirche, sondern war immer nach Trebbin eingepfarrt. 1583 erhielt der Pfarrer von Trebbin die 30. Mandel des Getreides aus Löwendorf, also ein Drittel des Zehnten (Pfarrer-Zehnt).

## Tourismus
- Die Etappe 16 des 66-Seen-Wanderwegs verläuft von Trebbin nach Seddin und damit auch über das Gebiet des Ortsteils Löwendorf. Der Weg führt über den Löwendorfer Berg, auf dem am 10. Juni 2012 ein neuer 21,7 m hoher Aussichtsturm eingeweiht wurde[6].
- Durch den Ort führt der Zwei-Berge-Weg, ein 13,1 km langer Wanderweg des FlämingWalks, der den Löwendorfer Berg mit den Glauer Bergen miteinander verbindet.

## Denkmale
Die Denkmalliste des Landes Brandenburg (Landkreis Teltow-Fläming) führt für Löwendorf drei Boden- und zwei Baudenkmale auf.

### Bodendenkmale
- der Dorfkern aus dem Mittelalter und der Neuzeit
- Flur 2: eine Siedlung der Eisenzeit
- Flur 3: eine Siedlung der Urgeschichte

### Baudenkmale
- Dorfschmiede, Chausseestraße 11
- Wohnhaus mit Stallgebäude, Dorfaue 8